# Crassanapis
Crassanapis es un género de arañas araneomorfas de la familia Anapidae. Se encuentra en Sudamérica.

## Especies
Según The World Spider Catalog 12.0:
- Crassanapis calderoni Platnick & Forster, 1989
- Crassanapis cekalovici Platnick & Forster, 1989
- Crassanapis chaiten Platnick & Forster, 1989
- Crassanapis chilensis Platnick & Forster, 1989
- Crassanapis contulmo Platnick & Forster, 1989